# Antropologia tripartita
Quella dell'antropologia tripartita è un'antica teoria filosofica che concepisce l'uomo come composto di tre parti, corpo (soma), anima (psyche) e spirito (pneuma), anziché di soli due elementi (corpo e anima, secondo la classica dicotomia che va da Platone a Cartesio).

## Spirito, anima e corpo
Lo spirito, in quanto distinto dall'anima, alla quale sono attribuite funzioni vitali e sensitive, viene in quet'ottica ritenuto il principio dell'attività intellettiva superiore e sede della presenza divina nell'uomo.
Tale concezione, anticipata da Aristotele con il concetto di "intelletto attivo" (noos, separato e immortale), risale probabilmente a Filone di Alessandria, ebreo platonizzante, il quale usa il termine pneuma per designare lo spirito che Dio dona all’uomo con la creazione (in aggiunta ad anima e corpo, in comune con gli animali).
S. Paolo, contrapponendo la nobiltà dello "spirito" alla bassezza della "carne", così di esprimeva:
La tricotomia si ritrova nello gnosticismo, a cui appartiene un Trattato tripartito che suddivide gli uomini nelle categorie di pneumatici, psichici e ilici, e poi in tutto in pensiero cristiano patristico e medioevale, con diverse interpretazioni e terminologie: in modo incerto in S. Agostino (che distingue una ratio inferior e una ratio superior) ed esplicitamente in Origene, che istituisce un parallelismo fra le tre parti della natura umana e i tre sensi della Scrittura.
La questione di uno spirito nell'uomo, diverso dall'anima e perciò completamente separato dal corpo, cioè non incarnato, rimase in seguito dibattuta, finché nei Concili di Costantinopoli dell'869-870 e dell'879-880 venne affermata l'unicità dell'anima umana, alla quale si attribuivano sue proprie qualità spirituali, escludendo la presenza di una parte superiore intellettiva priva di unione diretta con quella carnale.
Lo spirito così concepito, come luogo segreto all'interno dell'uomo in relazione permanente con Dio (o divino esso stesso), ha un ruolo fondamentale nel pensiero dei mistici, in particolare nella mistica renano-fiamminga (Ruysbroek, Eckhart, Taulero, Suso). Il concetto riecheggerà fino all'idealismo tedesco dell'Ottocento, per ritornare nei sistemi filosofico-esoterici della teosofia e dell'antroposofia.